# جیم ریگسبی
جیم ریگسبی (انگلیسی: Jim Rigsby؛ زادهٔ ۶ ژوئن ۱۹۲۳ در آرکانزاس، درگذشتهٔ ۳۱ اوت ۱۹۵۲ در دیتون، اوهایو) رانندهٔ مسابقات اتومبیل‌رانی اهل ایالات متحده آمریکا بود که در فصل ۱۹۵۰، و دوباره در فصل ۱۹۵۲ در مجموع در دو گراند پری از مسابقات جهانی فرمول یک شرکت کرد، اما موفق به کسب هیچ امتیازی نشد.
ریگسبی در ۳۱ اوت ۱۹۵۲ بر اثر تصادف رانندگی به‌هنگام مسابقهٔ اسپرینت در دیتون، اوهایو درگذشت.